# Список музеев Литвы

## Каунасский уезд
- Национальный художественный музей имени М. К. Чюрлёниса
- Литовский литературный музей имени Майрониса
- Главный военный музеи имени Витовта
- Музей 9 форта Каунаса
- Литовский музей народной музыки имени П. Стулга
- Литовский музей музыки имени Микаса и Кипраса Петраускас
- Педагогический музей (Каунас)
- Литовский музей авиации
- Литовский музей спорта
- Музей каунасской епархии
- Музей истории литовской медицины и фармацевтики
- Музей истории связи
- Музей народной культуры Антанаса и Йонаса Юскос
- Музей для слепых (Каунас)
- Музей депортации и сопротивления
- Музей Каунасского кукольного театра
- Музей С. и С. Лозорайтис
- Музей драгоценных камней (Каунас)
- Музей Союза литовских стрелков
- Музей чертей (Каунас)

## Клайпедский уезд
- Галерея Пранаса Домшайтиса
- Морской музей Литвы
- Музей часов
- Музей янтаря (Паланга)

## Молетский район
- Литовский этнокосмологический музей

## Тельшяйский уезд
- Музей Жемайтийской епархии

## Утянский уезд
- Музей лошади
- Музей этнокосмизма

## Прочие
- Музей ангелов (Аникщяй)[1]